# Robert Zoellick
Robert Bruce Zoellick, född 25 juli 1953 i Naperville, Illinois, är en amerikansk ämbetsman, diplomat och politiker. Mellan 2007 och 2012 var han ordförande i Världsbanken. Han har studerat juridik på Harvard, och han var mellan 2001 och 2005 USA:s handelsrepresentant, och 2005 till 2006 var han vice utrikesminister (Deputy Secretary of State) under Condoleezza Rice.
Robert Zoellick tillträdde 1 juli 2007 som ordförande för Världsbanken. Han efterträdde Paul Wolfowitz och efterträddes i sin tur i juli 2012 av Jim Yong Kim.